# Eremiaphila moretii
Eremiaphila moretii è una specie di mantide religiosa appartenente al genere Eremiaphila.